# Trent Park
Ne doit pas être confondu avec Trent Parke, un photographe australien.
Trent Park est un château anglais (English country house), ainsi que son ancien grand parc, au nord de Londres. La grande maison originale et un certain nombre de statues et d'autres structures situées dans le parc (comme l'Orangerie) sont des bâtiments classés Grade II. Le site est classé Metropolitan Green Belt, se trouve dans une zone de conservation et est également inscrit au grade II (Monument classé au Royaume-Uni) dans le Register of Parks and Gardens of Special Historic Interest in England (Registre des parcs et jardins d'intérêt historique particulier en Angleterre).
Jusqu'en 2012, la maison et les bâtiments adjacents formaient le campus Trent Park de l'université du Middlesex. Le campus abritait les départements des arts du spectacle, de la formation des enseignants, des sciences humaines, de la conception et de l'ingénierie des produits, de la production télévisuelle et des sciences biologiques de l'université, ainsi que le Flood Hazard Research Centre, mais il a été libéré en octobre 2012.
Le parc s'étend sur quelque 320 hectares (3,2 km2) et porte le nom de « Trent Country Park » depuis 1973. Il y a un terrain de sport dans le parc, le « Southgate Hockey Centre ». Il y avait autrefois un court de tennis couvert qui était fréquenté par la royauté. Il est devenu une salle de sport lorsque le bâtiment est devenu un collège d'enseignement.
Le site du Trent Park a été acheté par un promoteur qui a reçu les permis nécessaires en octobre 2017 pour construire 262 unités résidentielles ; le site comprendra un musée sur les deux étages inférieurs du manoir. Les bâtiments du campus universitaire ont été retirés mais les bâtiments historiques, les jardins et le paysage ont été conservés.

## Histoire
L'histoire de Trent Park remonte au XIVe siècle, lorsqu'il faisait partie d'Enfield Chase, l'un des terrains de chasse d'Henri IV. En 1777, George III a loué le site à Sir Richard Jebb, son médecin préféré, en récompense du sauvetage de la vie du jeune frère du roi, le duc de Gloucester; le prince William Henry. Jebb choisit le nom de Trent, car c'est à Trente, en Italie, que le frère du roi avait été sauvé. Jebb acquit par la suite la pleine propriété de la maison et à sa mort, elle fut vendue à Lord Cholmondeley.
Vers 1836, la maison a été achetée par le banquier David Bevan pour son fils Robert Cooper Lee Bevan lors de son mariage avec Lady Agneta Yorke. Robert Bevan a construit l'Église du Christ à Cockfosters (Christ Church, Cockfosters) en 1838 afin de fournir un lieu de culte approprié pour le district. En 1909, le domaine a été vendu à Sir Edward Sassoon, père de Philip Sassoon (cousin du poète Siegfried Sassoon). Sir Philip Sassoon a hérité du domaine en 1912 à la mort de son père et a reçu de nombreux invités de marque à Trent Park, dont Charlie Chaplin et Winston Churchill.

## Trent Park House

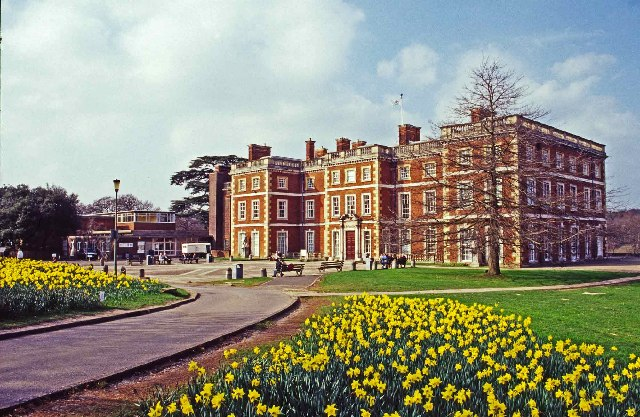
Trent Park House

Sir Philip Sassoon avait la réputation d'être l'un des plus grands hôtes de Grande-Bretagne. Herbert Baker a conçu pour lui une maison en 1912, Port Lympne, qui deviendra plus tard le parc animalier de Port Lympne (Port Lympne Wild Animal Park), dans le Kent, et Philip Tilden en a largement reconstruit une autre, Trent Park, à partir de 1923.
Les différences stylistiques entre les deux maisons illustrent les changements de goût parmi les membres de la haute société britannique de l'époque. Trent Park possédait un paysage conçu par Humphry Repton, mais la maison existante était de style victorien et peu distinguée. Sassoon fit démolir ou modifier les ajouts victoriens, à l'exception de l'aile de service ouest, entre 1926 et 1931. Les ailes en saillie ont été ajoutées à la façade d'entrée (sud). Ces modifications ont donné naissance à un vaste manoir de style géorgien précoce, qui est devenu l'une des maisons de l'époque, « un rêve d'un autre monde — les valets de pied en blouse blanche servant des plats interminables de nourriture riche mais délicieuse, le duc d'York revenant du golf… Winston Churchill se disputant les tasses de thé avec George Bernard Shaw, Lord Arthur Balfour somnolant dans un fauteuil, Rex Whistler absorbé dans sa peinture… tandis que Philip lui-même passait d'un groupe à l'autre, en metteur en scène alerte, attentif, influent mais discret — le tout sur un fond de luxe, de simplicité et d'informalité mêlés, brillamment inventés ».
L'atmosphère, comme l'a suggéré Clive Aslet, représentait un revirement complet par rapport à l'extravagance antérieure de Sassoon à Port Lympne, vers ce que Aslet a appelé « une appréciation de la réserve anglaise ».

### Seconde Guerre mondiale

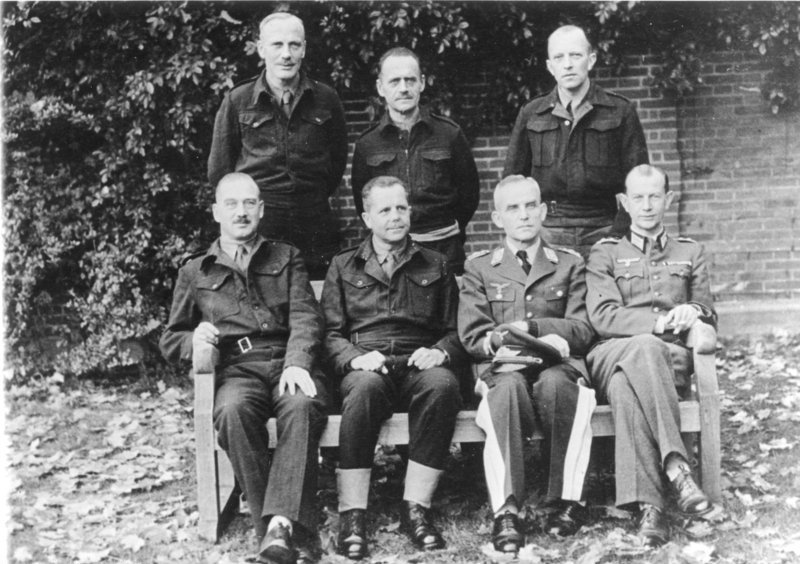
Officiers allemands à Trent Park.
Rangée arrière de gauche à droite : Generalleutnant Otto Elfeldt, Generalleutnant Ferdinand Heim, Generalmajor Gerhard Bassenge.
Premier rang de gauche à droite : Generalleutnant Friedrich Freiherr von Broich, General der Panzertruppe Heinrich Eberbach, Generalleutnant Georg Neuffer, Oberst Hans Reimann.

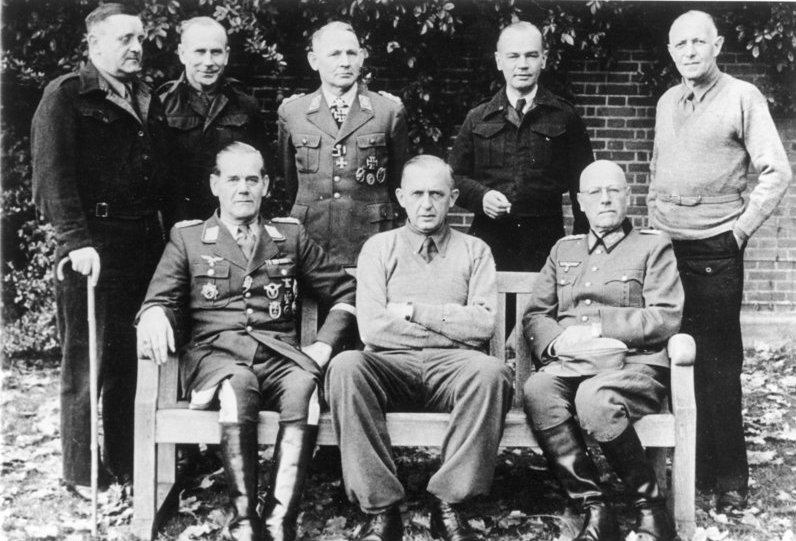
Une autre photo d'officiers allemands à Trent Park.
Rangée arrière de gauche à droite : General der Infantrie Dietrich von Choltitz, Oberst Gerhard Wilck, General der Fallschirmtruppe Hermann-Bernhard Ramcke, Generalmajor Knut Eberding, Oberst Eberhard Wildermuth
Premier rang de gauche à droite : Generalleutnant Rüdiger von Heyking, Generalleutnant Karl-Wilhelm von Schlieben, Generalleutnant Wilhelm Daser

Sir Philip Sassoon est mort en 1939 et la maison a été réquisitionnée par le gouvernement pour être utilisée pendant la Seconde Guerre mondiale. Trent Park a été utilisé comme centre pour extraire des informations des officiers allemands capturés. Pendant la bataille d'Angleterre en 1940, les pilotes de la Luftwaffe capturés ont été détenus dans un premier temps à Trent Park. Les chambres de Trent Park avaient été équipées de microphones cachés qui permettaient aux Britanniques d'écouter les conversations des pilotes. Cela permettait d'obtenir des informations sur les points de vue des pilotes allemands sur un certain nombre de sujets, notamment les forces et faiblesses relatives des avions allemands.
Plus tard dans la guerre, il a été utilisé comme un camp spécial de prisonniers de guerre (la « cage de Cockfosters ») pour les généraux et les officiers d'état-major allemands capturés. Ils étaient traités avec hospitalité, recevaient des rations spéciales de whisky et avaient le droit de se promener régulièrement dans le parc. Les microphones et les dispositifs d'écoute cachés permettaient à l'armée britannique (MI19) de recueillir des informations importantes et d'avoir un aperçu intime de l'esprit de l'élite militaire allemande. Un exemple des renseignements obtenus à Trent Park est l'existence et l'emplacement du développement de fusées allemandes au centre de recherche militaire de Peenemünde, lorsque le général Wilhelm von Thoma a discuté de ce qu'il y avait vu. Le General der Panzertruppe Wilhelm von Thoma a parlé de ce qu'il y avait vu, ce qui a conduit la Royal Air Force (RAF) à attaquer la zone avec des bombardiers lourds. Des renseignements ont également été obtenus sur les crimes de guerre, les opinions politiques et la résistance en Allemagne qui ont conduit à la tentative d'assassinat d'Adolf Hitler (voir Complot du 20 juillet 1944). Quatre-vingt-quatre généraux et un certain nombre d'officiers d'état-major de rang inférieur ont été amenés à Trent Park.
Plus de 1 300 procès-verbaux ont été rédigés avant la fin de la guerre ; une sélection de ces procès-verbaux a été publiée en anglais en 2007 sous le titre Tapping Hitler's Generals,. Des transcriptions sélectionnées ont fait l'objet d'une dramatisation dans la série en cinq parties « The Wehrmacht » de History Channel en 2008. Dans l'épisode The Crimes, le général Dietrich von Choltitz est cité comme ayant déclaré en octobre 1944 : « Nous partageons tous la culpabilité. Nous avons tout accepté et nous avons à moitié pris les nazis au sérieux, au lieu de dire « allez au diable avec vous et vos bêtises ». J'ai induit mes soldats en erreur en leur faisant croire ces bêtises. J'ai totalement honte de moi. Peut-être sommes-nous encore plus coupables que ces animaux sans éducation. » (Ceci en référence apparente à Hitler et aux membres du parti nazi qui le soutenaient).
Les transcriptions de Trent Park sont également incluses dans le livre « Soldaten - On Fighting, Killing, and Dying : The Secret Second World War Tapes of German POWs » par l'historien Sönke Neitzel et le psychologue social Harald Welzer. Dans sa critique du livre, Der Spiegel rapporte :

« De nombreux soldats de la Wehrmacht sont devenus des témoins de l'Holocauste parce qu'ils se sont trouvés présents ou ont été invités à prendre part à une fusillade de masse. Dans une conversation de cellule, le général d'armée Edwin Graf von Rothkirch und Trach parle de son séjour dans la ville polonaise de Kutno :
Je connaissais assez bien un chef SS, et nous parlions de choses et d'autres, et un jour il m'a dit : « Écoute, si tu veux un jour filmer une de ces fusillades… ». Je veux dire, ça n'a pas vraiment d'importance. Ces personnes sont toujours filmées le matin. Si cela vous intéresse, il nous en reste quelques-uns, et nous pouvons aussi les filmer l'après-midi si vous le souhaitez.
Il faut un certain sens de la routine pour pouvoir faire une telle offre. Le fait que les personnes impliquées n'aient pas essayé de garder leurs activités secrètes montre à quel point les auteurs de ces actes considéraient comme allant de soi les « fusillades de masse de Juifs », comme l'a appelé l'un des prisonniers de guerre de Trent Park. »

Le pilote de chasse Franz von Werra a également été interrogé à Trent Park.

### Conversion en collège

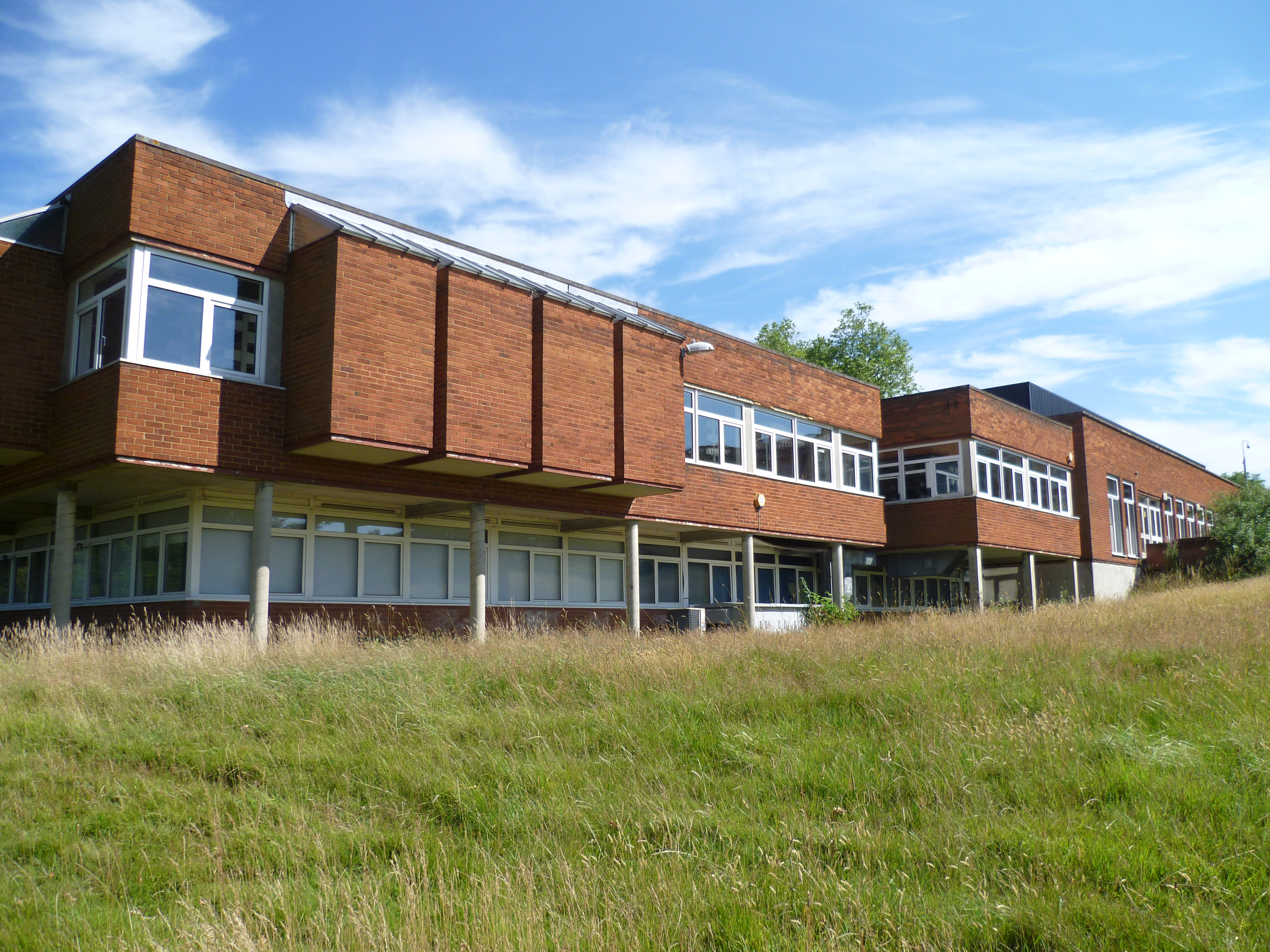
Anciens bâtiments de l'université du Middlesex adjacents à Trent Park House.

En 1947, le domaine est devenu un collège de formation d'urgence du ministère de l'Éducation pour les enseignants masculins, puis en 1950, il est devenu le Trent Park Training College, un collège constitutif de l'Institut de l'Éducation de l'Université de Londres, un collège de formation résidentiel et mixte. En 1951, l'ensemble du domaine a été acheté par le conseil du comté de Middlesex en tant que ceinture verte. En 1965, le Greater London Council a repris l'administration du parc et le London Borough of Enfield a repris le collège. Le Trent Country Park a été ouvert au public en 1973.
Le Trent Park Training College a été intégré à Middlesex Polytechnic en 1974, qui est lui-même devenu Middlesex University en 1992. Le vice-chancelier de l'université disposait d'une résidence dans le parc. Bien qu'elle ne soit pas aussi grandiose que la maison principale, elle possédait néanmoins plusieurs petits jardins privés, dont une roseraie.
Au milieu des années 1990, l'université du Middlesex et le Southgate Sports and Leisure Trust (SSLT) ont conclu un accord pour développer le terrain de sport universitaire délabré. En 1997-98, le SSLT a construit un clubhouse et deux terrains en gazon artificiel sur le site, qui a été inauguré en mars 1998 sous le nom de Southgate Hockey Centre. Il abrite le Southgate Hockey Club et fournit des installations sportives et sociales à la communauté locale. L'université du Middlesex a quitté le site de Trent Park en octobre 2012, et en 2013, il a été acheté par l'Allianze University College of Medical Sciences (AUCMS) de Malaisie pour 30 millions de livres sterling, mais les bâtiments n'ont jamais été développés et le collège a fermé en 2014. La maison et 50 acres de terrain ont été vendus au Berkeley Housing Group en septembre 2015,. Les militants souhaitaient l'ouverture d'un musée dans la maison et faisaient pression pour que cela fasse partie du plan officiel ; le Trent Park Museum Trust a réussi dans cette démarche,.

### Réaménagement
La construction d'une nouvelle communauté de logements a commencé fin 2017, pour inclure à terme 262 maisons et appartements. Certains des bâtiments patrimoniaux devaient être réaffectés en appartements de luxe ; le plan prévoyait un musée aux deux étages inférieurs du manoir, dont l'ouverture était prévue en 2020. Les bâtiments de l'université de Middlesex ont été retirés. La rénovation du manoir devait commencer avant la fin de 2019. La restauration du paysage sur la pelouse nord et sur le côté sud du lac était en cours en 2019 ; un système de drainage durable (SuDS) était en cours d'installation à Trent Park. D'autres travaux paysagers pour le parc étaient inclus dans le plan. L'ancienne laiterie du parc était en cours de transformation en appartements, chacun disposant d'un jardin ou d'une terrasse. Le Woburn Cottage devait être démoli, le nouveau bâtiment devant abriter une salle de sport ; une piscine extérieure et des courts de tennis devaient être ajoutés,.

## Parc naturel

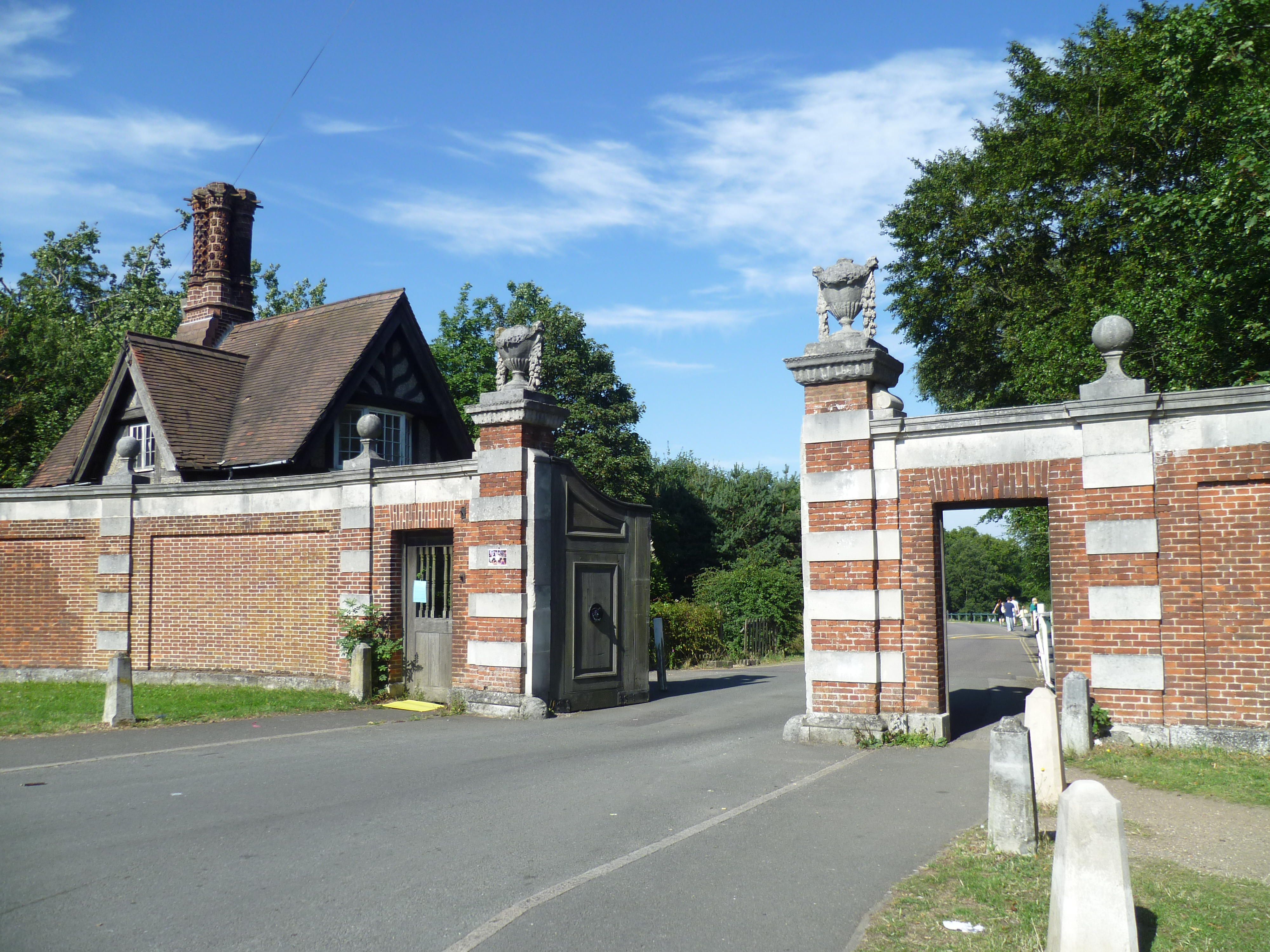
L'entrée principale du Trent Country Park.

En 1973, le Trent Park a été ouvert au public en tant que country park, qui entourait à l'époque les bâtiments de l'université et s'étendait sur 320 hectares.
Pendant quelques années, le parc de campagne comprenait une campagne accessible au public, des terres agricoles, un terrain de golf et un centre équestre. Une partie des terrains a été joliment aménagée par Humphry Repton à la manière anglaise (certains attribuent également le travail de Capability Brown). Parmi les éléments de l'aménagement paysager d'origine encore visibles, citons une impressionnante allée de tilleuls, un obélisque, des lacs ornementaux et un jardin d'eau. Le jardin d'eau a été rénové dans les années 1990 par le garde forestier Arthur Newson.
Les rapports de l'été 2019 indiquaient que les caractéristiques du Trent Country Park comprenaient les terrains de cricket et le sanctuaire pour animaux (Wildlife Rescue Centre) ; le site comprenait un Go Ape (parcours de cordes dans les arbres), un Country Club, la bibliothèque Oakwood, un café dans le parking principal et une aire de jeux pour enfants avec de nouveaux équipements,. Les Waymark Trails (sentiers) étaient prêts à être utilisés à la mi-juin. Les « Friends of Trent Park » ont mis à disposition une brochure avec une carte à télécharger gratuitement.

## Douves de Camlet

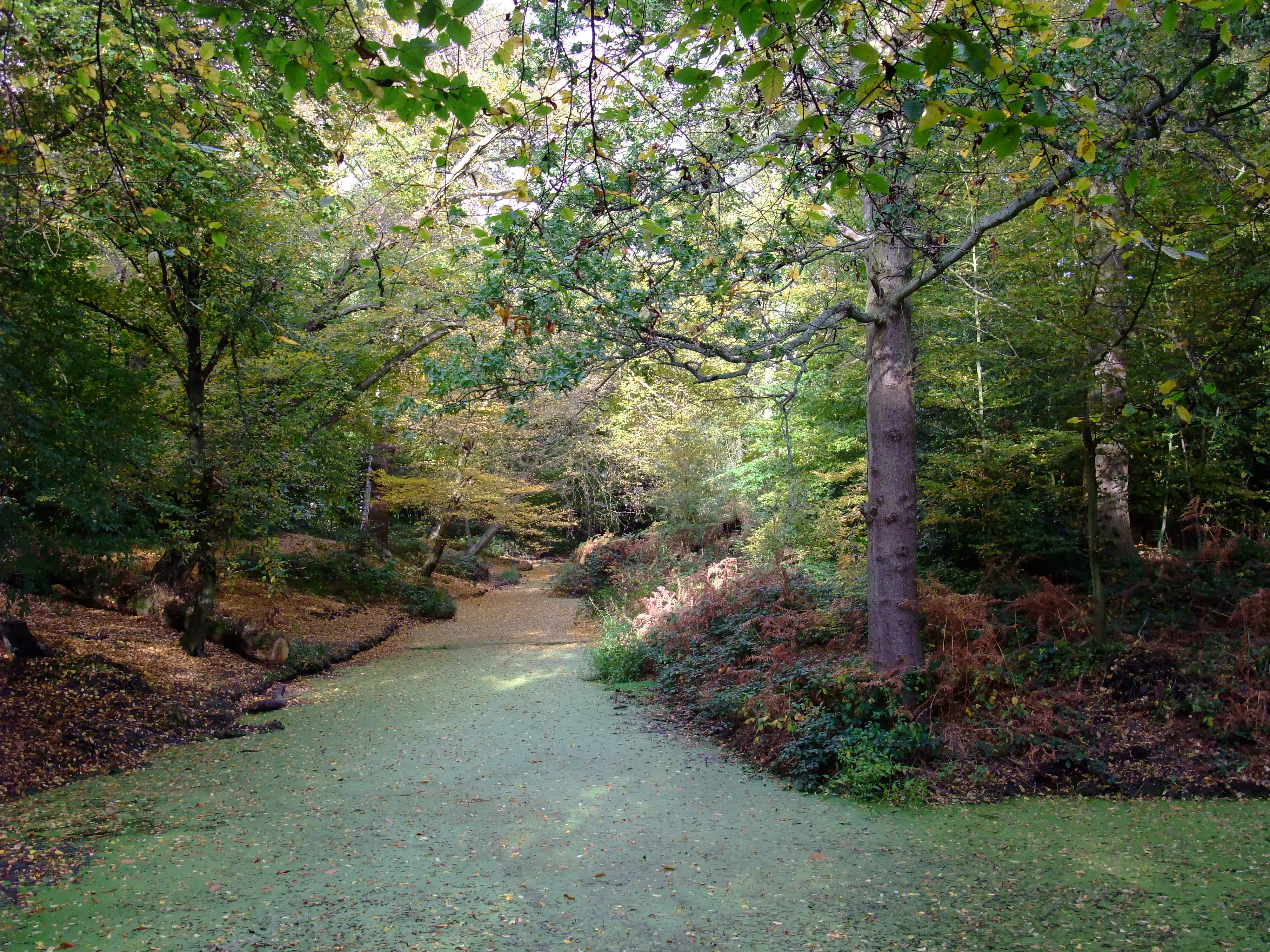
Douves de Camlet (Camlet Moat)

Dans le parc de campagne, près de l'entrée de Hadley Road, se trouve une petite île entourée de douves connue sous le nom de Camlet Moat. Le nom a été abrégé au fil des ans de « Camelot », et il est apparu pour la première fois dans les registres locaux en 1440.
Les douves sont protégées par la loi de 1979 sur les monuments anciens et les zones archéologiques. Une étude de la zone menée entre 1656 et 1658 attribue le site comme étant le siège de l'habitation de Geoffrey de Mandeville pendant le règne de Guillaume le Conquérant. Un rapport de 2019 indique que « la plus ancienne référence documentée à ce site provient du XIVe siècle. Il existe également un fait documenté selon lequel, en mai 1439, des instructions ont été données pour démolir le Manoir de Camelot, ce qui suggère qu'il y avait un bâtiment sur le site. » Une autre source indique qu'une loge se trouvait sur ce site, et qu'elle a été démolie en 1429 et que les matériaux ont été vendus pour aider à payer les réparations du château de Hertford.
Sir Philip Sassoon a mené des fouilles dans les années 1920 et aurait trouvé des poutres en chêne qui formaient la base d'un pont-levis, des chaussures et des poignards romains ainsi que des carreaux de mosaïque représentant un chevalier. Les murs et les fondations d'un grand bâtiment en pierre ont également été trouvés. English Heritage a repris les fouilles en 1999.
Le site Historic England indique que la zone des douves aurait été le repaire de Dick Turpin dans les années 1700.

## Dans la fiction
L'extérieur de la maison a servi de décor à des scènes du film « The One That Got Away » (1957).
Trent Park a été utilisé comme lieu de tournage pour des scènes se déroulant dans et autour d'un pensionnat de garçons dans l'histoire de Doctor Who de 1983, « Mawdryn Undead », avec Peter Davison dans le rôle du cinquième Docteur.

## Source
- (en) Cet article est partiellement ou en totalité issu de l’article de Wikipédia en anglais intitulé « Trent Park » (voir la liste des auteurs).